# Pieve a Nievole
Pieve a Nievole é uma comuna italiana da região da Toscana, província de Pistoia, com cerca de 9.077 habitantes. Estende-se por uma área de 12 km², tendo uma densidade populacional de 756 hab/km². Faz fronteira com Monsummano Terme, Montecatini-Terme, Ponte Buggianese, Serravalle Pistoiese.

## Demografia
| Variação demográfica do município entre 1861 e 2011                               |
|                                                                                   |
| Fonte: Istituto Nazionale di Statistica (ISTAT) - Elaboração gráfica da Wikipedia |